# Krzczonów (Petite-Pologne)
Pour les articles homonymes, voir Krzczonów.
Krzczonów est une localité polonaise de la gmina de Tokarnia, située dans le powiat de Myślenice en voïvodie de Petite-Pologne.